# فرست نشنال
فرست نشنال (به انگلیسی: First National) یک استودیوی فیلمسازی آمریکایی بود که در بین سال‌های (۱۹۱۷–۱۹۳۶) فعالیت می‌کرد و در سال ۱۹۲۸ با وارنر برادرز ادغام شد.